# Gerald FitzMaurice, I signore di Offaly
Gerald FitzMaurice jure uxoris I Signore di Offaly (1150 circa – 15 gennaio 1204) fu un nobile cambro-normanno che si stabilì in Irlanda con il padre, Maurice FitzGerald, signore di Lanstephan, e che diede origine ai FitzGerald, famiglia molto importante nella storia irlandese.
In seguito alle nozze con l'ereditiera Eve de Bermingham a Gerald fu concessa la signoria su Offaly.

## Biografia
Gerald nacque in Galles nel 1150 circa, secondogenito di Maurice FitzGerald, signore di Lanstephan e di una donna sconosciuta. Aveva una sorella, Nesta, che prese il nome dalla nonna, la famosa principessa Nest figlia di Rhys ap Tewdwr Principe del Deheubarth, e cinque fratelli tra cui il primogenito, William Fitzmaurice, primo barone di Naas.
Suo padre Maurice era a capo del primo sbarco dei normanni giunti in Irlanda nel 1169 per aiutare l'esiliato re del Leinster Diarmuid Mac Murchadha Caomhánach a riconquistare il proprio regno. Sia Gerald che suo padre furono presenti durante l'assedio di Dublino nel 1171. Dopo la morte del loro padre, il 1º settembre 1176 il primogenito William concesse a Gerald la metà della baronìa di Ophelan con i centri di Maynooth e Rathmore, cosa che fu poi confermata dal principe Giovanni nel 1185. Nel 1197 prese parte alla conquista di Croom Limerick.
Intorno al 1193 si sposò con Eva de Bermingham, figlia di sir Robert de Bermingham ricevendo la signorìa su Offaly, diventando il primo Signore. Dalla moglie ebbe il figlio Maurice FitzGerald, II signore di Offaly (1194 - 20 maggio 1257) gran giustiziere d'Irlanda dal 1232 al 1245.
Dopo la morte di Gerald il 15 gennaio 1204, Eva si sposò altre due volte: il secondo marito fu Geoffrey FitzRobert; il terzo, che sposò poco dopo il 1211, fu Geoffrey de Marisco, gran giustiziere di Irlanda.